# Равелин

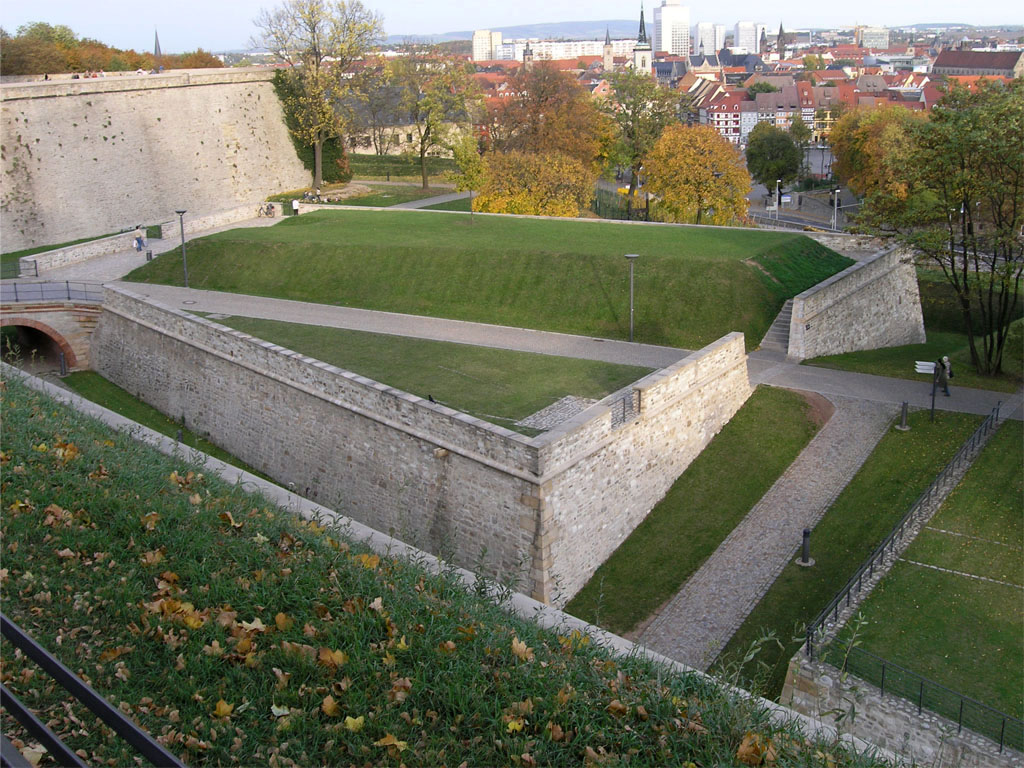
Равелин

Равели́н (фр. ravelin, от лат. ravelere «отделять») — вспомогательное фортификационное сооружение, обычно треугольной формы, которое помещалось перед крепостным рвом между бастионами.
Равелины представляют собой каменную ограду с казематами для стрелков или состоят из рва и вала, обычно имеющего каменную облицовку. Применялись для прикрытия крепостных стен от артиллерийского огня и атак противника, для обстрела ближних подступов к крепости и для сосредоточения сил осаждённых перед вылазками.
Использовались в XVI—XIX веках.